# Carl-Erik Ekgren
Carl-Erik Ekgren (ibland Karl-Erik Ekgren), född 27 februari 1828 i Stockholm, död 19 januari 1908 i Stockholm, var en svensk publicist, finansman och kommunalpolitiker.
Ekgren var åren 1842–1845 anställd hos Sveriges förste dagerrotypist, och därefter på Notarius publicus kontor i Stockholm. 1849-1851 var han med medarbetare i tidningen Bore, men övergick 1851 till Aftonbladets redaktion, vilken han tillhörde till 1878. Han var Aftonbladets huvudredaktör juli–augusti 1874.
I mitten av 1860-talet var Ekgren anställd som sekreterare i den kommitté som förberedde organisationen av den Allmänna hypotekskassan för Sveriges städer. 1867–1907 var han denna institutions kamrerare och sekreterare. Ekgren deltog vidare i ledningen av flera försäkringsbolag, Rörstrands aktiebolag samt en del andra bolag. Åren 1878–1908 var han stadsfullmäktig i Stockholm, och 1887–1904 vice ordförande i Stockholms stadsfullmäktige.
1888 blev Ekgren medlem av Serafimerlasarettets direktion. Orsaken var att ledningen för lasarettet kom att omdanas efter dess ombyggnad (se artikel Serafimerlasarettet).